# ويليام جيبسون
ويليام فورد جيبسون (ولد في 17 مارس عام 1948) هو روائي أمريكي كندي له طابع خيالي تأملي. ويُدعى «بالرسول الأسود» لنوع السيبربنك. أدخل جيبسون مصطلح الفضاء الإلكتروني في قصته القصيرة «الكروم المحترق» التي صدرت عام 1982 ثم أشاع هذا المفهوم في روايته الأولى نيورومانسر التي صدرت في عام 1984. في تخيل الفضاء الإليكتروني، قام جيبسون بأول وصف لعصر المعلومات وذلك قبل ظهور الإنترنت في تسعينيات القرن العشرين. كان له الفضل أيضًا في التنبؤ بازدهار تلفزيون الواقع، وإرساء المفاهيم الأساسية المرتبطة بالنمو السريع للبيئات الافتراضية مثل ألعاب الفيديو، والشبكة العنكبوتية العالمية.
عندما كان جيبسون طفلًا، اعتاد على تغير مسكنه باستمرار مع أسرته، فنشأ مراهق خجول وصعب المراس فعكف على قراءة روايات الخيال العلمي. بعد قضاء مراهقته في مدرسة خاصة في أريزونا، تهرب جيبسون من التجنيد أثناء حرب فيتنام ورحل إلى كندا في عام 1968، وهناك أصبح مُحاط بثقافة مضادة. بعد بقاءه في فانكوفر، أصبح في نهاية المطاف كاتب بدوام كامل. واحتفظ بازدواجية الجنسية. اتسمت أعمال جيبسون المبكرة بالقتامة. وكانت قصصه عن المستقبل القريب سوداء وتصف تأثير السيبربنك وشبكات الكمبيوتر على الإنسان (ألفت مزيج بين الرُعاع والتكنولوجيا العالية). تم نشر القصص القصيرة في مجلات ذات شعبية تختص بالخيال العلمي]]. تطورت الموضوعات، والأماكن، والشخصيات في هذه القصص وبلغت ذروتها في روايته الأولى نيورومانسر -التي جنت نجاح تجاري عظيم- ومن ثم بدء فعليًا نوع أدب السيبربنك.
على الرغم من ارتباط شهرة جيبسون برواية نيورومانسر، استمرت أعماله في التطور. بعد إضافة روايتين إلى رواية نيورومانسر وإتمام ثلاثية الزحف، أصبح جيبسون روائي مهم لنوع فرعي آخر من الخيال العلمي وبروايته التاريخية البديلة -محرك مختلف- التي كتبها مع بروس ستيرلنج في عام 1990. في تسعينيات القرن العشرين، ألف جيبسون رواية ثلاثية الجسر والتي تُلقي الضوء على الملاحظات السيسولوجية للبيئات الحضارية في المستقبل القريب والرأسمالية الحديثة. كتب رواياته الأخيرة -مجموعة التعرف على الأنماط (2003)، شبح الدولة (2007)، صفر التاريخ (2010) في العالم المعاصر ووضعت أعماله للمرة الأولى على قائمة أفضل الأعمال مبيعًا.
يُعد جيبسون أحد أشهر كُتاب الخيال العلمي في أمريكا الشمالية. احتفى به الحاكم لكونه «أشهر روائي في العقدين الماضيين». كتب جيبسون أكثر من عشرين قصة قصيرة وعشر روايات انتقادية لاذعة. كما أنه ساهم بكتابة مقالات لعدة منشورات رئيسية، وتعاون بشكل كبير مع أداء الممثلين، وصانعي الأفلام، والموسيقين. كان لفكره تأثير كبير على مؤلفي روايات الخيال العلمي، والتصميم، والأوساط الأكاديمية، وثقافة الإنترنت، والتقانة.

## نشأتـــــــه

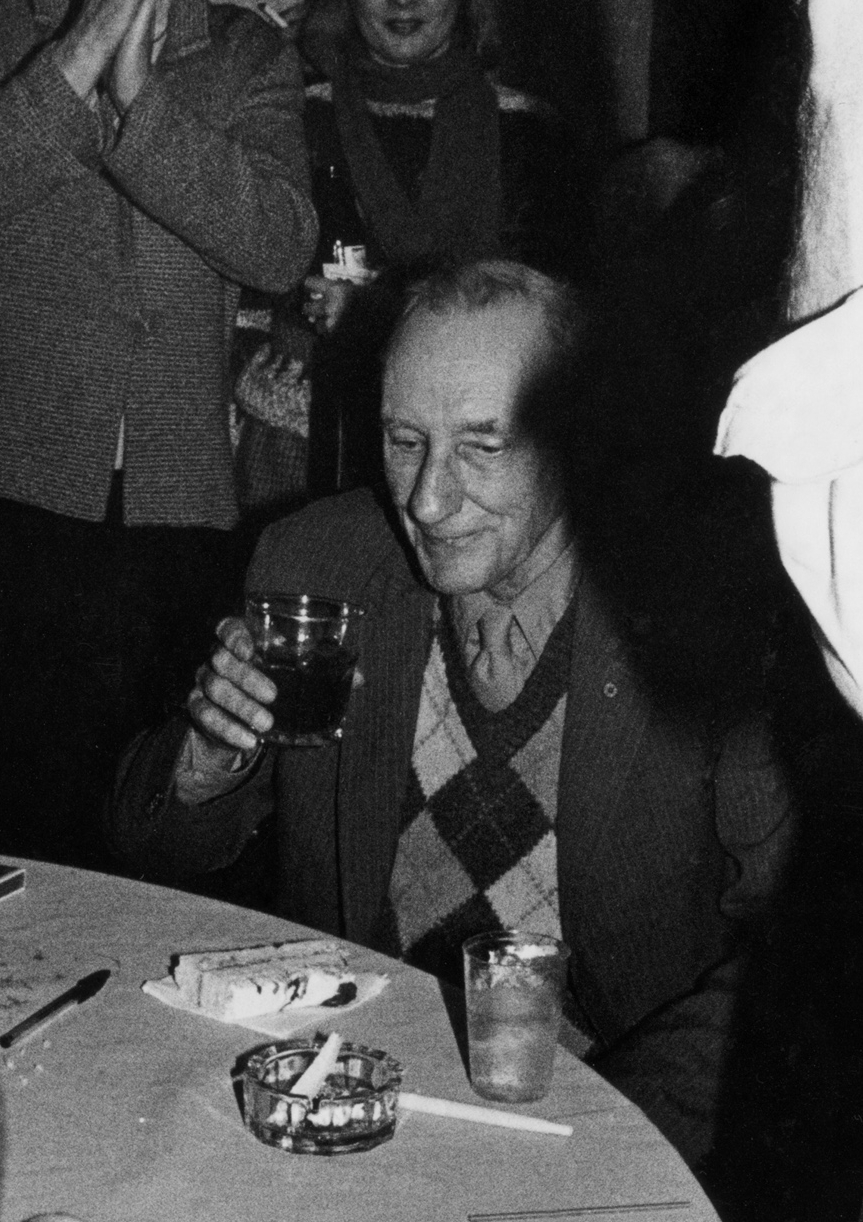
ويليام بوروز في حفلة عيد ميلاده السبعين في عام 1983. بخلاف العديد من كُتّاب جيل بيت، كان لبوروز تأثير كبير على جيبسون في فترة مراهقته.

### طفولته، وترحاله، ومراهقته
ولد ويليام فورد جيبسون في المدينة الساحلية كونواي التي تقع في كارولاينا الشمالية. قضى معظم طفولته في مدينة وايثفيل في فيرجينيا- وهي مدينة صغيرة توجد في جبال الأبالاش وفيها ولد أبواه وترعرعا فيها. كانت أسرته كثيرة الترحال في شبابه بسبب وظيفة والده كمدير لشركة بناء كبرى. في مدينة نورفولك في ولاية فيرجينيا، التحق جيبسون بمدرسة باينز الابتدائية. ولم يلق هناك التشجيع المناسب للقراءة مما أدى إلى فزع والديه. بعد مكوث جيبسون أقل من سنة في مدرسة باينز الابتدائية(1)، توفى والده مُختنقًا في مطعم أثناء تواجده في رحلة عمل. لم تستطع والدته إخباره بهذه الأخبار السيئة فوكلت شخصًا آخر ليقوم بإخباره بها. علق توم مادوكس على جيبسون قائلًا: «نشأ جيبسون في أمريكا كمكان غريب ومثير للقلق كأي شيء حلم به جيمس غراهام بالارد في أي وقت مضى».
بعد فترة وجيزة من الوفاة انتقلت والدة جيبسون بعائلتها من منزلهم في نورفولك إلى وايث فيل. وصف جيبسون وايث فيل فيما بعد «كمكان حظى بالعصرية إلى حد ما ولكنها لم تنل الثقة الكاملة» واعترف بفضلها في بدايات علاقته بالخيال العلمي «ثقافته الأدبية الأصلية»، وبشعوره فيما بعد في منفاه المفاجئ. عندما بلغ جيبسون الثانية عشر، لم يتمنى سوى أن يصبح كاتبًا لأدب الخيال العلمي. قضى بعض السنوات بلا جدوى في مدرسة جورج وايث الثانوية مهوسًا بكرة السلة. قضى معظم وقته في غرفته يستمع إلى التسجيلات ويقرأ الكتب. في عمر الثالثة عشر، كشخص غير معروف من قبل والدته، قام بشراء مقتطفات أدبية من كتابات جيل بيت، وبذلك اكتسب أفكار كتابات كلا من ألن غينسبرغ، وجاك كيروك، وويليام بوروز. كان للأخير تأثير كبير في تحويل مفاهيم جيبسون بشكل كبير حول إمكانيات أدب الخيال العلمي.
نشأ جيبسون -المراهق الخجول بشع المظهر- في انعزال تام وكان صعب المراس. كما أنه رفض بكامل إرادته الدين ووجد في قراءة الخيال العلمي وكتابات بوروز وهنري ميلر ملجئًا له. أُصيبت والدته بالإحباط بسبب ضعف أداءه الأكاديمي وهددته بإرساله للدراسة خارج البلاد، وقد فاجئها برد فعله الحماسي. لم تستطع والدته- ذات القلق المزمن واضطراب اكتئابي- تحمل خياره المفضل في البقاء في جنوب كاليفورنيا وأرسلته إلى مدرسة جنوب أريزونا للأولاد في توسون، أريزونا. الجدير بالذكر أن والدته مكثت في وايث فيل بعد وفاة زوجها. كان مستاءً من التنظيم الداخلي للمدرسة الخاصة، ولكنه كان ممتنًا لإجباره على الانخراط اجتماعيًا عند تذكره للماضي. خضع لاختبار سات (اختبار الكفاءة الدراسية للقبول في الجامعات الأمريكية) وحصل على 5 درجات من 150 في الرياضيات، وحصل على 148 من 150 في القسم الخاص بالكتابة مما أدى إلى ذعر مدرسيه.

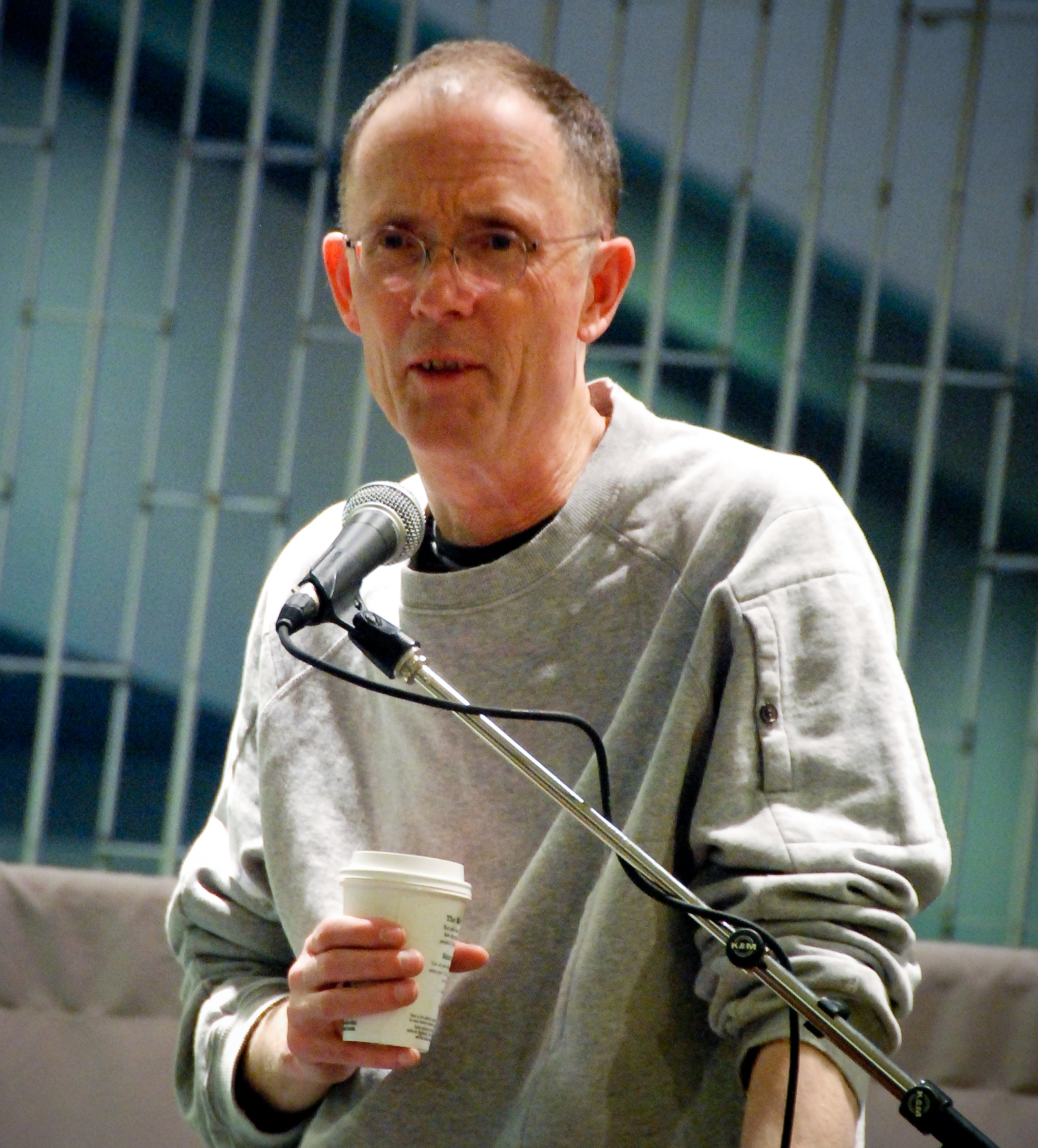
جيبسون في فيكتوريا، كولومبيا البريطانية لمناقشة روايته «شبح الدولة» في عام 2007. فمنذ نشر روايته «سوق الشتاء» (1985) عن طريق مجلة فانكوفر التي كان شرطها هو عرض الرواية في المدينة، تجنب جيبسون المكوث في منزله حتى إصدار روايته شبح المدينة.

### الهروب من التجنيد، والمنفى، والثقافة المضادة
توفيت والدته وهو في الثامنة عشر من عمره فغادر مدرسته قبل أن يتخرج منها وانعزل بنفسه لفترة طويلة. سافر إلى كاليفورنيا وأوروبا وأغرق نفسه في الثقافة مضادة. قرر في عام 1967 الانتقال إلى كندا لتجنب تجنيده في حرب فيتنام. عند سؤاله عن أمر التجنيد، قال بأمانة في مقابلات له أن هدفه في الحياة هو أن يأخذ عينة من كل مؤثر عقلي في الحياة. صرح جيبسون أنه «لم يتهرب حرفيًا من التجنيد، كما أنهم لم يتكبدوا عناء صياغته لي» وذلك بعد أسبوع أو اثنين من عودته للمنزل وشراءه لتذكرة الباص إلى تورونتو. في الفيلم وثائقي للسيرة ذاتية «أراضي بلا خرائط (2000)» أشار جيبسون أن قراره اعتمد بشكل كبير على رغبته في «البقاء والنوم مع الكتاكيت الصغار» وإطلاق عنانه بمقدار أكبر من المستنكف الضميري. شرح جيبسون هذا بالتفصيل في مقابلة أُجريت معه عام 2008:
بعد أسابيع من تلطيخ اسمه، تم استئجاره كمدير لأول حانة في تورونتو وهي متجر لمعدات العقاقير. وجد في المدينة مجتمع المهاجرين الأمريكين الذين تهربوا من التجنيد لا يطاق بسبب انتشار حالات الاكتئاب، والانتحار، والاستخدام السئ للمواد. ظهر جيبسون أثناء صيف الحب في عام 1967 في حوار في نشرة أخبار راديو كندا وناقش موضوع الثقافة فرعية في مدينة يورك فيل، تورونتو. كما أنه حصل على 500 دولار من خلال هذا الحوار أي ما يعادل إيجار أسبوعين واستخدم هذا المبلغ في سفره فيما بعد. قضى جيبسون ستينيات القرن العشرين في تورونتو باستثناء الفترة التي قضاها في واشنطن العاصمة لتنفيذ الأمر القضائي لمواجهة الشغب. وفي تورونتو قابل جيبسون جين ثومبسون فتاة فانكوفر وسافر معها فيما بعد إلى أوروبا. روى جيبسون أنهم ركزوا في رحلات سفرهم على المجتمعات الأوربية ذات الأنظمة الفاشية، ومعدلات الإنفاق الملائمة. فقد قضوا بعض الوقت في أرخبيل اليونان وإسطنبول في عام  1970 حيث أنهم لم يكن في إمكانهم البقاء في أي مكان آخر يمكن أن يصادفوا فيه ما يعيقهم كالعملة الصعبة.
تزوج الثنائي ومكثا في فانكوفر في كولومبيا البريطانية في عام 1972. كان جيبسون متشوقًا لأن يصبح أب في حين أنهما كان يحييان على راتب زوجته كمدرسة. في أثناء سبعينيات القرن العشرين، استطاع جيبسون أن يحصل على جزء كبير من قوته من متاجر ادخار جيش الخلاص حيث خصصها للتحف زهيدة السعر التي كان يبيعها في السوق فيما بعد للتجار المتخصصين. أدرك جيبسون أن حصوله على شهادة جامعية عُليا تؤهله للحصول على مساعدات مالية سخية أسهل من العمل، فقرر أن يلتحق بجامعة كولومبيا البريطانية للحصول على درجة البكالوريوس في اللغة الإنجليزية في عام 1977. أتاح له دراسة الأدب إنجليزي التوصل إلى أنواع أخرى من الخيال لم يكن قد قرأ مثلها من قبل. وكان لهذا النوع من الأدب الفضل في إعطائه أفكار جديدة لم يكن بإمكانه الوصول إليها من خلال ثقافته بالخيال العلمي فقط بما في ذلك الوعي بفترة ما قبل الحداثة. حضر في جامعة كولومبيا البريطانية أول محاضرة عن الخيال العلمي ألقاها المدرس سوسان ود الذي شجع جيبسون على كتابة قصته القصيرة الأولى «شظايا وردة ثلاثية الأبعاد».

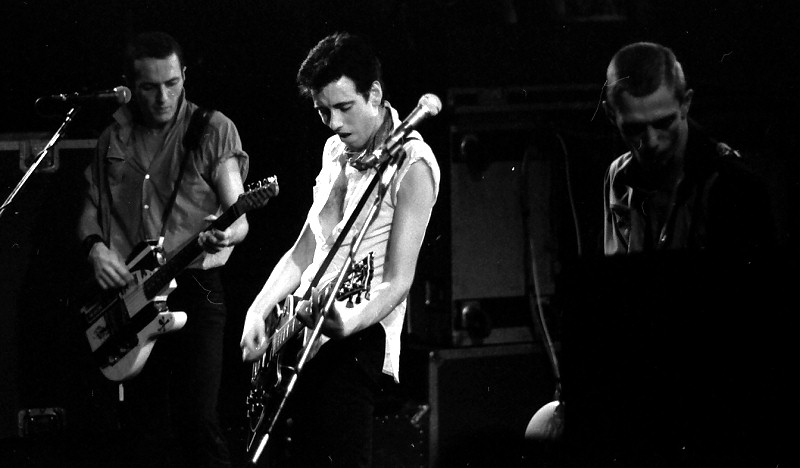
قامت فرقة البانك روك (ذا كلاش) بتقديم عرضها عام 1980. كان للثقافة فرعية للبانك تأثير هام على بواكير كتابة جيبسون في منتصف وأواخر سبعينيات القرن العشرين، كما كان لها أثر أيضًا على حركة السيبربنك بشكل عام.

### ما بعد التخرج، والكتابة المبكرة، ونشأة رواية السيبربنك
توقف جيبسون عن الكتابة في العام الذي تلى تخرجه مباشرة بسبب اعتبار حصوله على درجة الماجستير في روايات الخيال علمي صعب نوع من الأدب الفاشي. هاجمه أحد النقاد بزيادة أعماله من نوع البانك. اشتغل بوظائف مختلفة خلال تلك الفترة، قضى ثلاث سنوات كمساعد في تدريس منهج تاريخ الفيلم في مدرسته الأم. كان جيبسون غير صبور إزاء ما رآه فيما يخص عادات الخيال العلمي في فانكوفر في عام 1980 أو 1981. ووجد روحًا مشابهة لدى زملاء أعضاء الفريق، وموسيقين البانك، والمؤلف جون شيرلي. وأصبح الاثنان أصدقاء في الحال ولمدى الحياة. أقنع شيرلي جيبسون ببيع قصصه القصيرة التي كتبها في وقت مبكر وأن يأخذ الكتابة على محمل الجد.
استطاع جيبسون بفضل شيرلي أن يتواصل مع مؤلفي الخيال العلمي بروس سترلنج ولويس شينر الذين قاموا بقراءة أعمال جيبسون وأدركوا أنها كما وصفها سترلنج «طفرة». وأنهم في حاجة إلى «أن يتخلوا قليلًا عن معتقداتهم الراسخة ويلجئوا إلى منهج هذا الفتى القادم من فانكوفر وأن ذلك سيمثل طريق التقدم». التقى جيبسون بسترلنج في مؤتمر لأدب الخيال العلمي في دنفر، كولورادو في خريف عام 1981. قرأ جيبسون في هذا المؤتمر أولى قصصه القصيرة عن الفضاء الإلكتروني (الكروم المحترق) لأربعة فقط من المستمعين وأعلن سترلنج فيما بعد أنه «قد فهمها بشكل كامل».
في أكتوبر 1982 سافر جيبسون إلى أوستن، تكساس لحضور مؤتمر (أرماديلوكون) وهو مؤتمر سنوي لأدب الخيال العلمي، وفيه تم إظهار اسمه مع شيرلي وسترلنج وشينر على لوحة تُدعى «خلف ظلال المرآة: نظرة على فرق البانك». وأبدى سترلنج ملاحظته «حركة ترسيخ الإدراك». بعد مناقشة عطلة نهاية الأسبوع عن روك أند رول، وإم تي في، واليابان، والموضة، والعقاقير، والسياسة، غادر جيبسون إلى فانكوفر مُعلنًا «عن تكوين محور جديد». قام كلا من سترلنج وشنر وشيرلي وجيبسون بالتعاون مع رودي روكر بإرساء الجوهر الفعلي لحركة السيبربنك الأدبية.

## المهنة الأدبية

### القصة القصيرة في وقت مبكر
كانت بواكير كتابات جيبسون عبارة عن قصص المستقبل القريب وتحوم موضوعاتها عن تأثير تكنولوجيا السبرانية، والفضاء الإلكتروني على الجنس البشري. موضوعاته عن التكنولوجيا العالية لمدن الصفيح ظهرت جليًا في أولى قصصه القصيرة -شظايا وردة ثلاثية الأبعاد- التي نشرت في صيف 1977 في مجلة مُتخصصة في مجال الخيال العلمي. وقد تم تسجيلها وبثها بشكل مؤثر فقد استخدمت فيما بعد لتطوير تقنية خاصة في نيورومانسر. كما أدت إلى اختلاط ضار بين التكنولوجيا والبشرية.
وصف صديقه وزميله الكاتب بروس سترلنج خالِجة الموضوعات وذلك في مقدمة مجموعة جيبسون القصصية (الكروم المحترق) «كلاسيكية جيبسون مزيج من الحياة المتدنية والتكنولوجيا العالية.»
ظهرت بداية قصص جيبسون في عام 1981 في مجلة (أومني) ومجلة (العالمية). تطورت قصصه وأصبح لها جانب من الكآبة كالشعور بفيلم نوار (الفيلم الأسود). نأى جيبسون بنفسه بعيدًا عن جمود الخيال العلمي (تجاه التحول الجمال الذي عبّر عنه في قصته «تواصل الدولارات») وأصبح هدفه الأسمى هو أن يصبح شخص ثانوي ينال إعجاب مُعجبيه، بشكل أدنى من جيمس غراهام بالارد. عندما بدأ سترلنج في نشر قصصه، وجد أن "الناس في حيرة حقيقية.. أعني أنهم لم يستطيعوا تحليل فقرات الكاتب أدبيًا.. كانت الاستعارات التي ابتكرها بعيدة تمامًا عن مستوى فهم الشعوب."
علّق لاري مكافري أن قصص جيبسون القصيرة المبكرة تُظهر لمحات خاصة عن قدرته. بينما وصفهم ناقد الخيال العلمي داركو سوفن بأنهم «بلا شك من أفضل أعمال السيبربنك»، وأنها تشكل أُفقًا جديدًا من النوع الأدبي. طور جيبسون بعض الموضوعات في قصصه، منها امتداد العرض في «الكروم المحترق»، وتطوير شخصية «ملايين مولي» من «ذاكرة جوني» وتوجت بشكل أساسي في روايته الأولى "نيورومانسر".

### نيورومانسر
استخدم تيري كار رواية نيورومانسر في السلسلة الثالثة من مجموعة الخيال علمي الخاصة (الآس)، وقد تمتعت بمزايا حصرية باعتبارها أولى الروايات. أنهى جيبسون الرواية بعد عامًا من بداية كتابتها، وقد تولى الكتابة الفعلية بعيدًا عن الرعب الغاشم المُسيطر على الأحداث والتزم بذلك في كتابة الرواية بأكملها -العمل الذي شعر وكأنه بعيدًا عنه لمدة أربعة أو خمسة أعوام. ظهرت ملامح السيبربنك بعد عرض العشرين دقيقة الأولى من فيلم بليد رانر (1982) والذي تم عرضه بعد كتابة جيبسون للجزء الثالث من الرواية وأشار "يبدو أن رواية نيورومانسر تهاوت، قد يفترض الجميع أنني اقتبست المغزى العام من ذلك الفيلم المدهش والرائع." أعاد كتابة الثلثين الأوليين من الكتاب اثني عشر مرة. حرص على عدم تشتيت انتباه القارئ، وأنه يجب عليه الاقتناع به بعد نشره؛ كانت النتيجة تحقيق وثبة خيالية عظيمة لهذا الروائي ولأول مرة.
لم يُحقق نشر نيورومانسر ضجة كبيرة، ولكنها مسّت الجانب الثقافي، وسرعان ما أصبحت الحديث الدارج بين جموع الناس. وأصبحت الفائزة الأولى كأحد روايات الخيال العلمي «بالتاج الثلاثي»؛ جائزة نيبولا وهوجو كأفضل رواية في السنة، وجائزة فيليب ديك كأفضل كتاب الجيب. وفي نهاية المطاف، بيع أكثر من ستة ونصف مليون نسخة على مستوى العالم.
وصف لورانس بيرسون رواية نيورومانسر في ملاحظاته إزاء السيبربنك (1998) «بالعمل النموذجي في السيبربنك». وفي عام 2005 اشتملت التايم (مجلة) على أفضل مئة رواية باللغة إنجليزية كُتبت منذ عام 1923 وكانت نيورومانسر في المقدمة، وصدر في المجلة: "ليس هناك أي طريقة للتعبير عن مدى روعة رواية نيورومانسر عند ظهورها لأول مرة." وصف الناقد الأدبي لاري مكافري مفهوم موضوع رواية نورومانسر "بالمسرح الذي تتناغم على خشبته الحقائق مع إدراك الإنسان.. وتعمل فيه ذاكرة الإنسان أدبيًا وميكانيكيًا.. نُظم المعلومات متعددة الجنسية تتحور وتتكاثر إلى تراكيب جديدة مُذهلة حيث جمالها وتعقيدها لا يمكن تصوره، وتتمتع بالغموضية، وأعلى من مستوى تفكير العامة." علق جيبسون على نفسه ككاتب بعد مرور عام على كتابة نيورومانسر «بإمكاني شراء مشروب له، ولكن لا أعرف إذا كنت سأقرضه مالًا.» كما أشار إلى الرواية باعتبارها "كتاب للمراهق". أدى نجاح رواية نيورومانسر إلى ظهور غموض جيبسون البالغ من العمر 35 عامًا.

### ثلاثية الامتداد، اختلاف المُحرك، وثلاثية الجسر

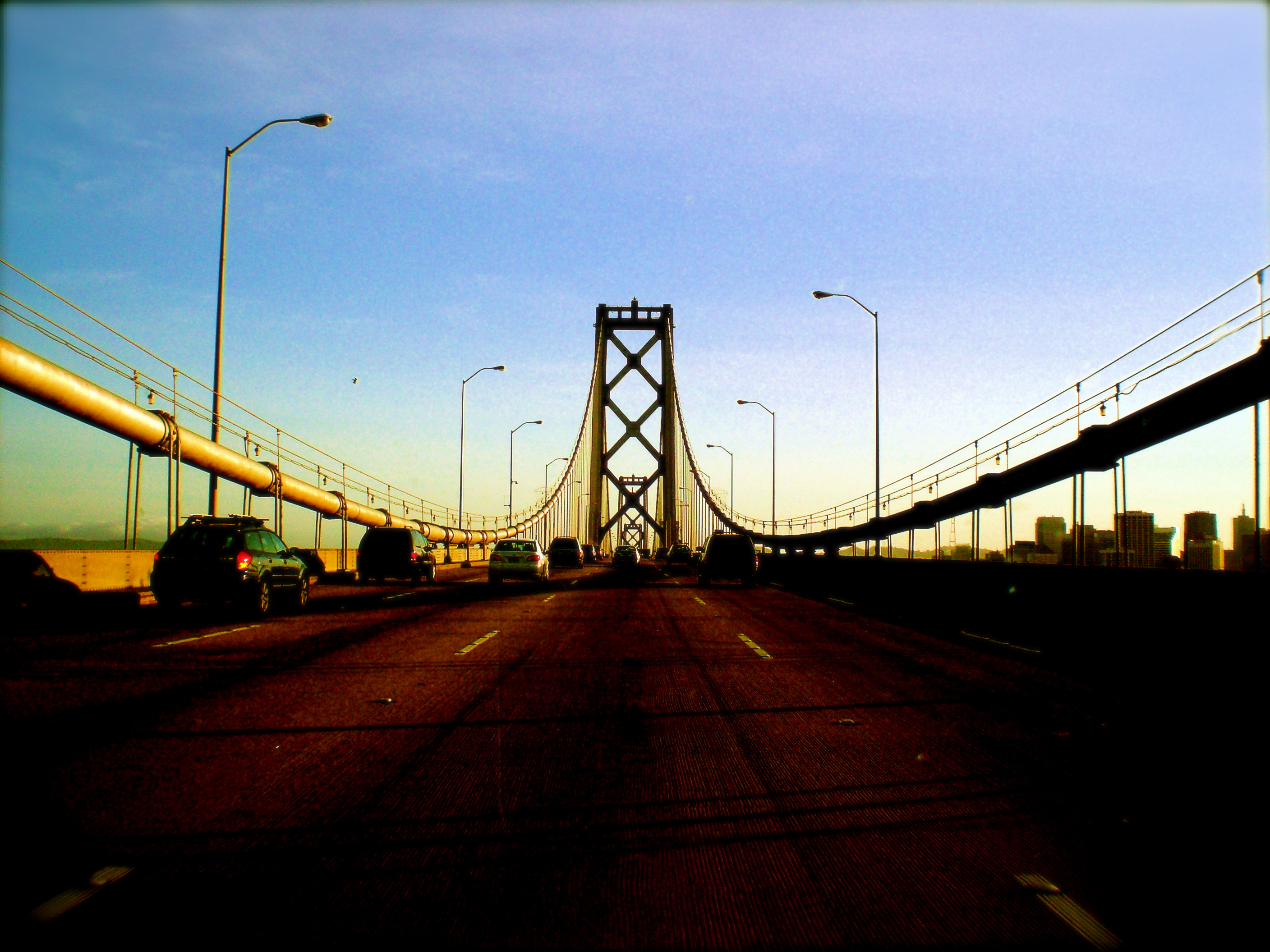
يُعتبر جسر سان فرانسيسكو-أوكلاند نُسخة خيالية لمكونات ثلاثية جسر جيبسون.

على الرغم من ارتباط شهرة جيبسون برواية نيورومانسر، إلا أن أعماله استمرت في التطور فيما بعد موضوعًا وأسلوبًا. أضاف جيبسون جملة ختامية في نهاية رواية نيورومانسر، «لم يرى مولي مرة أخرى» في محاولة متعمدة منه لمنع نفسه من كتابة فصل آخر، ولكنه قام بذلك على وجه التحديد مع رواية «العد التنازلي حتى الصفر» (1986) حيث كان العمل مُركز على الشخصية في «ثلاثية الامتداد»، والتي أُشير إليها في الرواية السابقة لها. انتوى جيبسون بعد ذلك كتابة رواية منفصلة ولا ترتبط بأوبرا الفضاء، كان عنوانها «سجل موستان سالي» -والموستان هو نوع من الفرس الأمريكية- ولكنه نكث العقد مع شركة أربور بعد خلافه على شكل غلاف كتاب «العد التنازلي حتى الصفر». أقلع جيبسون عن كتابة رواية «سجل موستان سالي» واستبدلها برواية «السرعة المضاعفة للموناليزا» (1988)، قال عنها لاري مكافري أنها «أطفأت الأضواء» على أدب السيبربنك. كانت هذه الرواية هي ذروة روايتيه السابقتين. وقعت أحداثها في نفس العالم خيالي وبالمشاركة في بعض الشخصيات. قفد كانت نظريًا هي المتممة لثلاثية الامتداد. عززت الثلاثية من شهرة جيبسون، بالإضافة إلى حصول الروايات الأخيرة على جوائز هوجو ونيبولا، وكانت من ضمن الترشيحات للفوز بجائزة لوكس.
كتب جيبسون بالاشتراك مع بروس سترلنج رواية «اختلاف المحرك» (1990) بعد «ثلاثية الامتداد» وتعد رواية للتاريخ بديل. شهدت تلك الرواية التقدم التكنولوجي للعصر فكتوري البريطاني، مما أدى إلى خروجها عن مسار روايات الكاتب لنوع السيبربنك. رُشحت لجائزة نيبولا لكونها أفضل رواية عام (1991)، ولجائزة جون كامبل التذكارية لعام (1992). أدى نجاح هذه الرواية إلى لفت الانتباه إلى نوع الستيمبانك الأدبي الحديث؛ حيث ظلت أفضل أعمال هذا النوع.
تتألف سلسلة جيبسون الثانية «ثلاثية الجسر» من «الضوء الظاهري (1993)» وتعتبر قصة بوليسية لها طابع ساخر، و«أدورو (1996)»، و«كل أحزاب الغد (1999)». تمركزت أحداث الثلاثية في سان فرانسيسكو ويدور زمانها في المستقبل القريب. كما برهنت موضوعات جيبسون المتكررة عن تفوقه التكنولوجي، والمادي، والروحي بشكل أكثر واقعية ووضوحًا على أرض الواقع من ثلاثيته الأولى. أبدى موقع «صالون» الإخباري لأندرو ليونارد ملاحظته على ثلاثية الجسروتحول جيبسون من الشركات الكبرى متعددة الجنسيات، والذكاء اصطناعي إلى وسائل الإعلام الشعبية مثل صحافة التابلويد، والتلفاز، والسعي وراء الشهرة لمجرد مسماها. تصف رواية «الضوء الظاهري» نهاية مرحلة الرأسمالية التي يتم فيها الوصول بالمشاريع الخاصة ودافع الربح إلى نهايتهم المنطقية. كان هذا الجدال في وسائل الإعلام الشعبية -الذي ظهر كنموذج للتطور الطبيعي للرأسمالية- هو البوابة الرئيسية لأعظم عمل معارض وهو «مشهد من المجتمع». نقد ليونارد رواية «أدورو» بكونها «عودة النموذج» بالنسبة لجيبسون، بينما أكد الناقد ستيفن بول أن رواية «كل أحزاب الغد» ساهمت في تطوره من خلال «براعته في استخدام الخيال العلمي لوصف اجتماعيات المستقبل القريب».

### روايات الفترة الأخيرة

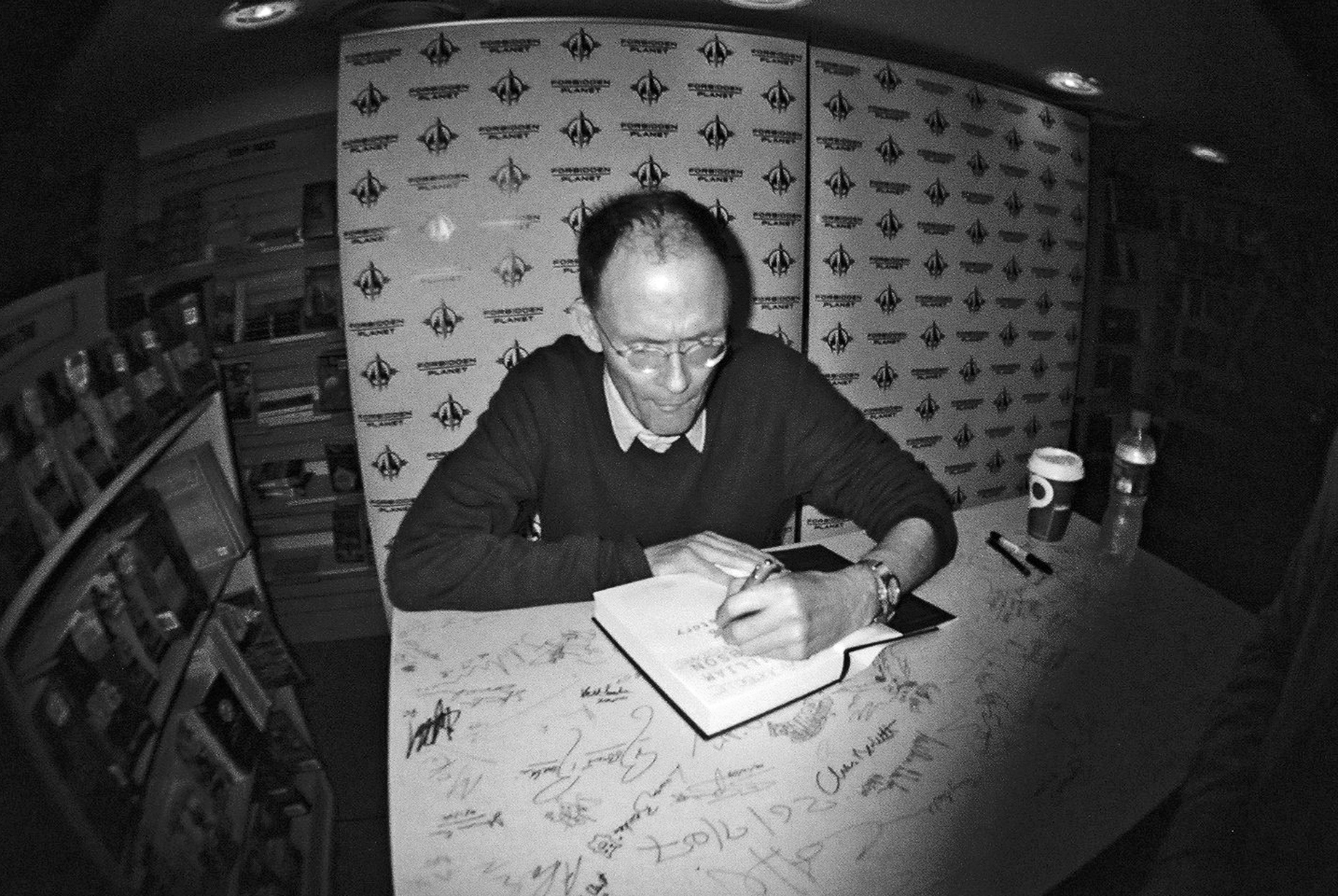
جيبسون أثناء توقيعه نسخة رواية "صفر التاريخ (2010)" في 20 أكتوبر 2012.

تبنى جيبسون بعد رواية «كل أحزاب الغد» أسلوبًا أكثر واقعية في الكتابة مع استمرارية السرد- خيال تأملي للماضي القريب. فسّر ناقد الخيال العلمي جون كلوت هذا النهج على أنه اعتراف من جيبسون بأن فن الخيال العلمي التقليدي لم يعد متاحًا «في عالم ينقصه الترابط والاستمرارية»، ووصفه بأنه «صمام أمان القرن الجديد». كانت روايات جيبسون: «الاعتراف بالنمط (2003)»، و«شبح الدولة (2007)»، و«صفر التاريخ (2010)» في نفس الوقت المعاصر الذي يشبه عالمنا الذي نعيش فيه ولكنه يزيد عليه أو ينقص قليلًا. كان لتلك الروايات دور كبير في كون أعمال جيبسون من ضمن قائمة أفضل المبيعات لأول مرة. اشتركت الروايات في المكان وبعض الشخصيات؛ مثل شخصية هوبرتس بيجند وباميلا ماينورنج؛ موظفي شركة تسويق مسموعة يشوبها بعض الغموض.
انتشرت ظاهرة غريبة في ذلك العصر وهي التنمية المستقلة لمواقع المعجبين، ومجلة أوتاكيو، ومجلة نود، وكرسوا ثلاثتهم جهودهم نحو روايتي «الاعتراف بالنمط» و«شبح الدولة» على التوالي. تتعقب هذه المواقع مراجع وعناصر القصة في الرواية وذلك من خلال المصادر عبر شبكة الإنترنت مثل جوجل وويكيبيديا ويتم من خلالها جمع النتائج، وبذلك يتم صُنع نسخة نص فائق للكتب. وصف الناقد جون سوثرلند هذه الظاهرة بأنها «تهديد» حيث أنها تعديل تام للطريقة التي اعتاد أن يسير عليها النقد الأدبي.
بعد أحداث 11 سبتمبر 2001 أعاد جيبسون صياغة الخلفية الدرامية للشخصية الأساسية في رواية «الاعتراف بالنمط» بعد كتابته لحوالي مئة صفحة. وتم تقديمها بشكل مفاجئ وسريع، وأطلق عليها «أغرب تجربة مررت بها في تاريخ الرواية». رأى جيبسون أحداث سبتمبر على أنها عقدة في التاريخ و«تجربة خارج الثقافة»، و«تعد بشكل ما البداية الفعلية للقرن الحادي والعشرين». يُعد جيبسون من أوائل الروائيين الذين استخدموا أحداث سبتمبر للترويج لكتاباته. أصبح التغير الثقافي الذي شهده المجتمع الأمريكي بعد أحداث سبتمبر بما في ذلك نشأة القبائل، واهتمام المجتمع بتربية الأطفال، هو الموضوع الأساسي لعمل جيبسون. بالرغم من ذلك ظل المحور الأساسي لكتاباته هو «التداخل بين جنون العظمة والتقانة».

### روايات المستقبل
يكتب ويليام جيبسون في الوقت الحالي رواية بعنوان «الوسط المحيط». وصف جيبسون الرواية باختصار في أثناء زيارته لمكتبة نيويورك العامة في 19 أبريل 2013، كما أنه قرأ بعض المقتطفات من الفصل الأول للكتاب «السلام التائه». تدور أحداث الرواية في عقدين من الزمان؛ الأول من حوالي ثلاثين سنة في المستقبل، والثاني في المستقبل البعيد. ليس هناك تاريخ مُحدد للانتهاء من هذه الرواية، ولكن أشار جيبسون في 19 أبريل 2013 أنه على وشك إنهاء ثلث العمل.

## التعاون، والتأقلم، ومجموعة الأعمال الأدبية

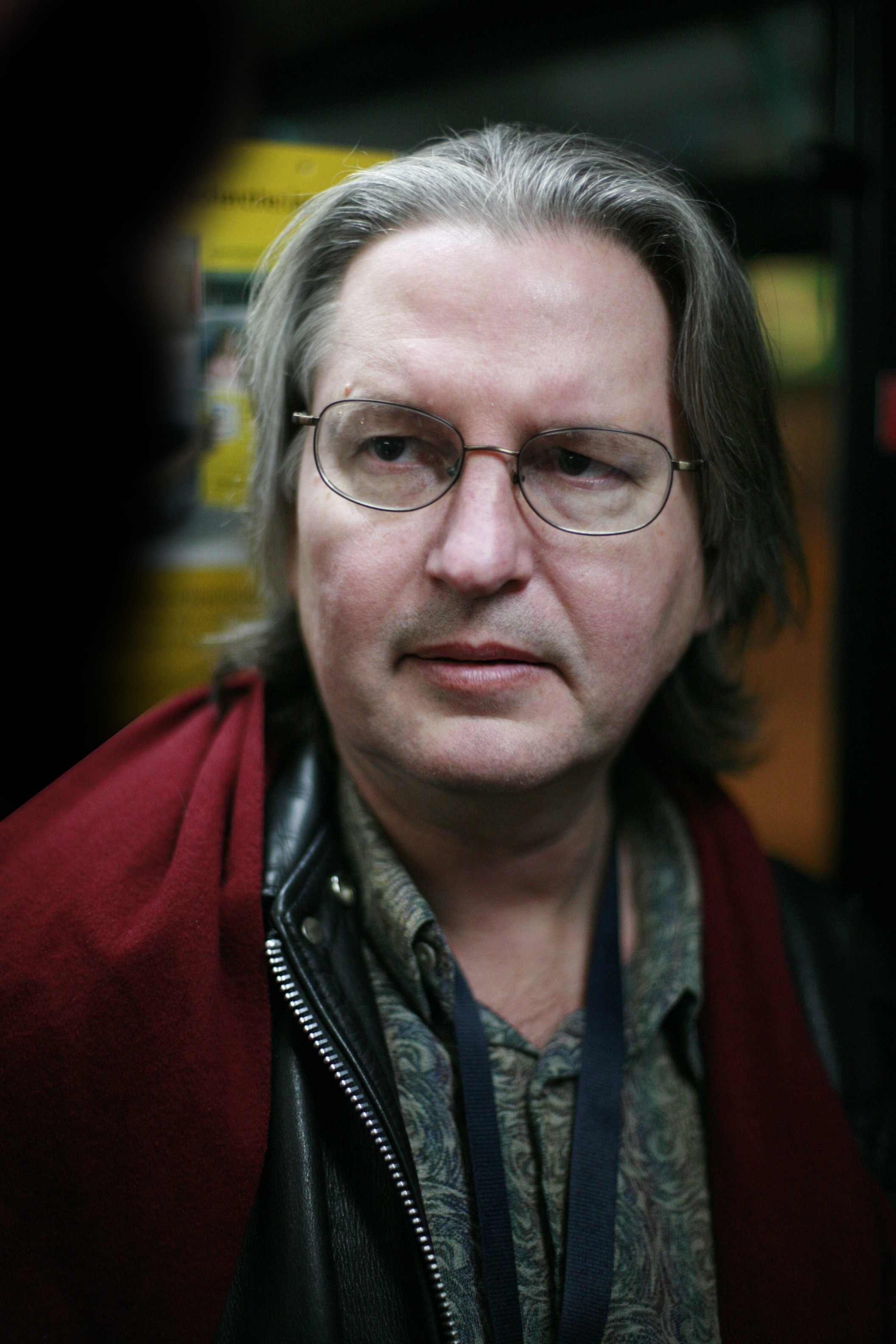
بروس سترلنج، ساعد جيبسون في تأليف القصة القصيرة "النجم الأحمر، أوربيت الشتاء (1983)"، وفي رواية الستيمبانك "اختلاف المحرك (1990)".

### التعاون الأدبي
كتب جيبسون قصصه الثلاثة التي ظهرت مُجتمعة فيما بعد في «الكروم المحترق» بالتعاون مع كُتّاب آخرين؛ هذه القصص هي: «طبيعة الانتماء (1981)» مع جون شيرلي، و«النجم الأحمر، أوربيت الشتاء (1983)» مع سترلنج، و«بعنف (1985)» مع مايكل سوانويك. كان جيبسون قد كتب مقدمة قصة شيرلي "مدينة واكن (1980)"، واستمر التعاون بين الثنائي عندما كتب جيبسون مقدمة المجموعة القصصية لشيرلي «هيتسيكر (1989)». أقنع شيرلي جيبسون بكتابة قصة للمسلسل تلفزيوني «ماكس هيدروم»، والجدير بالذكر أن شيرلي قد كتب العديد من النصوص لهذا العمل، لكن شركة الإذاعة والتلفزيون قد ألغت هذا المسلسل.
تعاون جيبسون وسترلنج مرة أخرى في القصة القصيرة "ملاك غليد (1990)"، ولكنهم سرعان ما حولوها إلى رواية طويلة بديلة وهي قصة التاريخ «اختلاف المحرك (1990)». تم دعوة الثنائي فيما بعد للتحدث بشأن ما يأملان به في المستقبل أمام العامة، وقد قام جيبسون بالخطاب المشترك في الأكاديمية الوطنية للعلوم الأمريكية في الاجتماع المُنعقد بشأن التقانة والتعليم في عام 1993 "شعب آل جور" وتناقشوا في هذا الاجتماع حول الفجوة إلكترونية. أفزع اقتراح تحويل جميع المدارس على الإنترنت الجميع. في مقابلة عام 2007، صرح جيبسون بفكرة سترلنج عن «رواية ثانية خيال علمي» وأكد أنها كانت فكرة رائعة، ولكن جيبسون لم يستطع القيام بعمل تعاوني آخر في ذلك الوقت لأنه كان مشغولًا بعمل إبداعي آخر.
قي عام 1993 ساهم جيبسون بكتابة بعض المقطوعات الموسيقية وتميز فيها وكان ضيف الصوتيات في ألبوم «تكنودون» الخاص بأوركسترا ماجيك الصفراء. وكتب كلمات أغنية «دوج ستار جيرل» للفنانة ديبي هاري في ألبومها «ديبرافاشن».

### صياغة الأفلام، والنص السينمائي، والظهور
عمل جيبسون لأول مرة ككاتب سيناريو بعدما اكتشف منتج الفيلم نسخة من رواية نيورومانسر قد غمرتها المياه على شاطئ منتجع تايلاند. لم تُكلل جهوده الأولى في كتابة سيناريو فيلم بالنجاح، وقد كان كلا من «الكروم المحترق» -للمخرجة كاثرين بيغلو- و«عصبية الفندق» محاولتين لجيبسون لصياغة فيلم ولكنهما لم ينجحا. في أواخر ثمانينيات القرن العشرين كتب جيبسون نسخة حديثة لفيلم الرعب والخيال العلمي «الكائن الفضائي (الجزء الثالث)» والذي وصفه فيما بعد بالفيلم الخاص بأندري تاركوفسكي، وكانت النجاة لعدد قليل من الأفراد في النسخة الأخيرة. تخطت بداية جيبسون لصناعة الأفلام حدود نظام هوليود. من جهة، تعاون مع المخرج الكازاخستاني رشيد نوجمانوف في كتابة سيناريو بعدما أبدى المخرج الأمريكي اهتمامه بالتعاون السوفيتي الأمريكي مع النجم الروسي الكوري فيكتور تسوي. بالرغم من انشغال جيبسون بكتابة الروايات إلا أنه لم يتخلى عن «عمل رائع غريب» والذي يضم أعمال عصابة حرب وما ستؤول إليه في مستقبل سانت بطرسبرغ، وأرسل جاك وماك إلى روسيا عوضًا عنه. بدلًا من إنتاج فيلم سينمائي -الأمل الذي انتهى بمصرع تسوي في حادث سيارة، بلغت خبرة وماك ذروتها في نهاية المطاف في روسيا وذلك في روايته «دعونا نضع المستقبل خلفنا» وروج للعديد من الروسيين عن محتوى رواية «التعرف على الأنماط» لجيبسون. وفي قدر مشابه لم ينجح التعاون بين جيبسون وصانع الأفلام الياباني سوجو إشي في عام 1991، حيث قاموا ببدء التصوير في مدينة كولون والد وذلك قبل أن تُدمر المدينة في عام  1993.

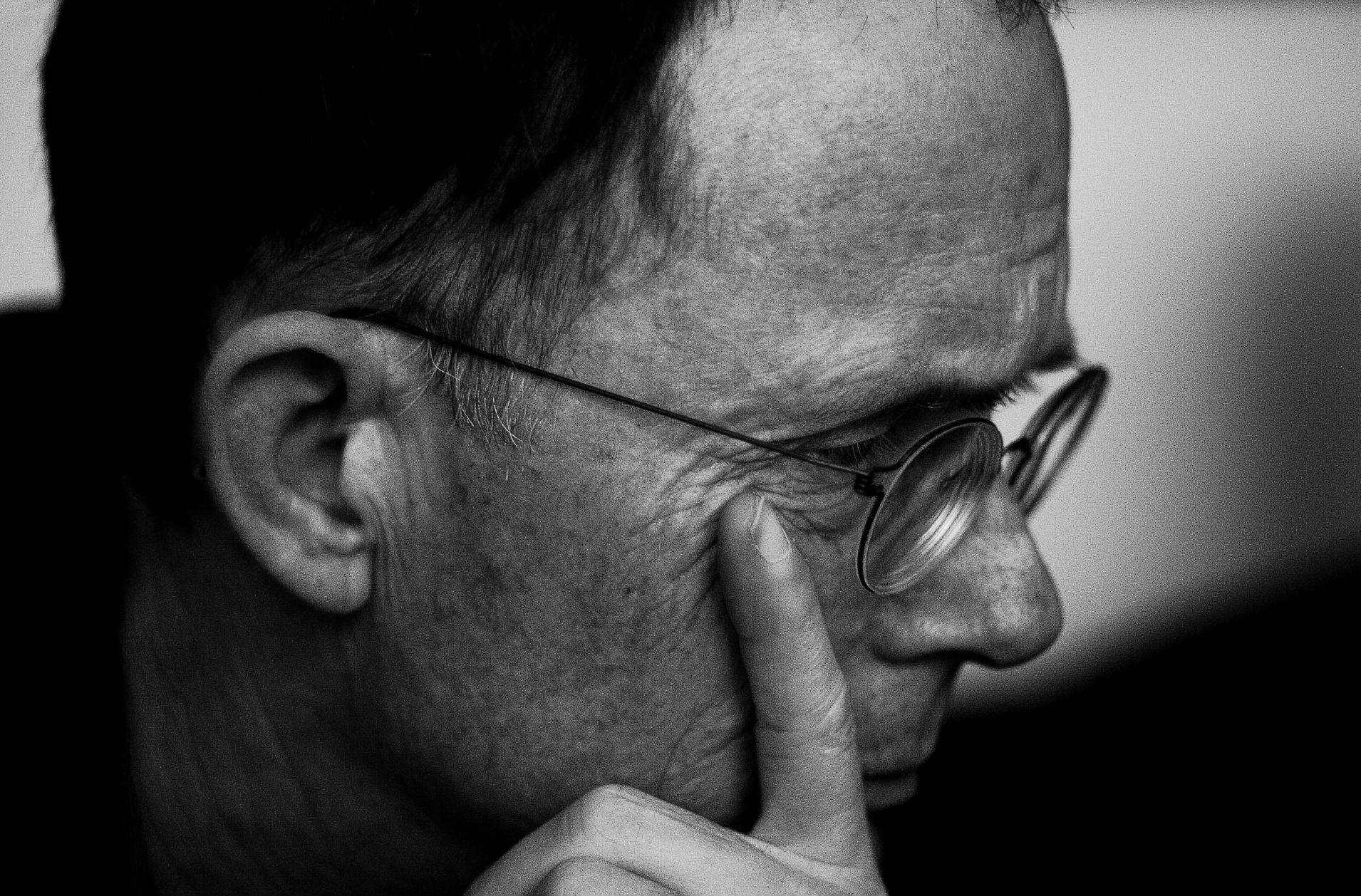
بجانب قصصه القصيرة ورواياته، كتب جيبسون العديد من سيناريوهات الأفلام وحلقات المسلسلات التلفزيونية.

تكررت عمليات اختيار روايات جيبسون لصياغتها لأفلام حتى وصلت إلى النجاح المحدود. تم تحويل قصتين- من مجموعة ثلاثية الامتداد- من قصص جيبسون إلى فلمين هما «جوني مينومونيك (1995)» وقد كتب جيبسون السيناريو وكانت البطولة لكيانو ريفز، ودولف لوندغرين، وتاكيشي كيتانو. بالإضافة إلى فيلم «فندق روز الجديد (1998)» بطولة كريستوفر واكن، وآسيا أرجينتو، وويليم دافو. كان هذا الفيلم هو الأول الذي يتم إنتاجه بالتزامن مع ظهور الكتاب، وتداخل القرص مضغوط مع لعبة فيديو وكانت تلك الظاهرة هي الأولى في التاريخ. استطاع جيبسون أن يهيأ رواية نيورومانسر في عام 2013- بعد فترة طويلة من العمل عليها. كما طور رواية «العد التنازلي حتى الصفر» من «زن التفاضلية» مع المخرج مايكل مان. تم اختيار أيضًا ثالث قصص مجموعة ثلاثية الامتداد «السرعة المضاعفة للموناليزا» ليتم بيعها. أُعلن عن تعديلات الأنمي التي أُلحقت برواية أدورو في عام 2006، وقام المخرج بيتر وير بإجراء بعض التعديلات لرواية «التعرف على الأنماط». ولكن طبقًا لجيبسون فإن المخرج السابق ذكره لم يعد مسئولًا عن ذلك العمل.
تعاون جيبسون مع كتّاب آخرين في المجال التلفزيوني أيضًا. كتب بالتعاون مع صديقه توم مادوكس بعض حلقات المسلسل التلفزيوني الملفات الغامضة مثل حلقة «تحول القتل» وحلقة «أول من أطلق النار». تم إذاعة المسلسل في الولايات المتحدة وكان من إنتاج شركة فوكس للقرن العشرين للإذاعة والتلفزيون وتم إنتاجه عام 1998 وعام 2000. في عام 1998 كتب جيبسون المقدمة التي تم نشرها للمسلسل. كما كان لجيبسون ظهور رائع في المسلسل التلفزيوني السيت كوم «النخل البري» بطلب من مؤلفه بروس واجنر. لجأ المخرج أوليفر ستون للاقتباس من روايات جيبسون من أجل حلقات المسلسل، وفي أعقاب إلغائها ساهم جيبسون بمقال بعنوان «أين يتجه الهولوجرام» لقارئ «النخل البري». وافق جيبسون مرة أخرى على التمثيل في عام 2002 وظهر جنبًا إلى جنب مع دوغلاس كوبلاند في الفيلم القصير "Mon Amour Mon Parapluie" ولعب الثنائي فيه دور فلاسفة. وبجانب ظهوره في الخيال العلمي، كان جيبسون محور فيلم وثائقي للسيرة ذاتية «لا خرائط لهذه الأراضي» للكاتب مارك نيل في عام 2000. ألقى الفيلم الضوء على حياة جيبسون في أمريكا الشمالية، بالإضافة إلى استعراض النواحي المختلفة لحياته؛ الحياة الأدبية، والتفسيرات الثقافية. وضم عددًا من المقابلات مع جاك وماك وبروس سترلنج، بالإضافة إلى بعض الأغاني من رواية نيورومانسر التي قام بها ديفيد هاول إيفان المعروف «ذا إيدج»، وبول ديفيد هوسن المعروف "بونو".

### المعارض، والشعر، وفن الأداء

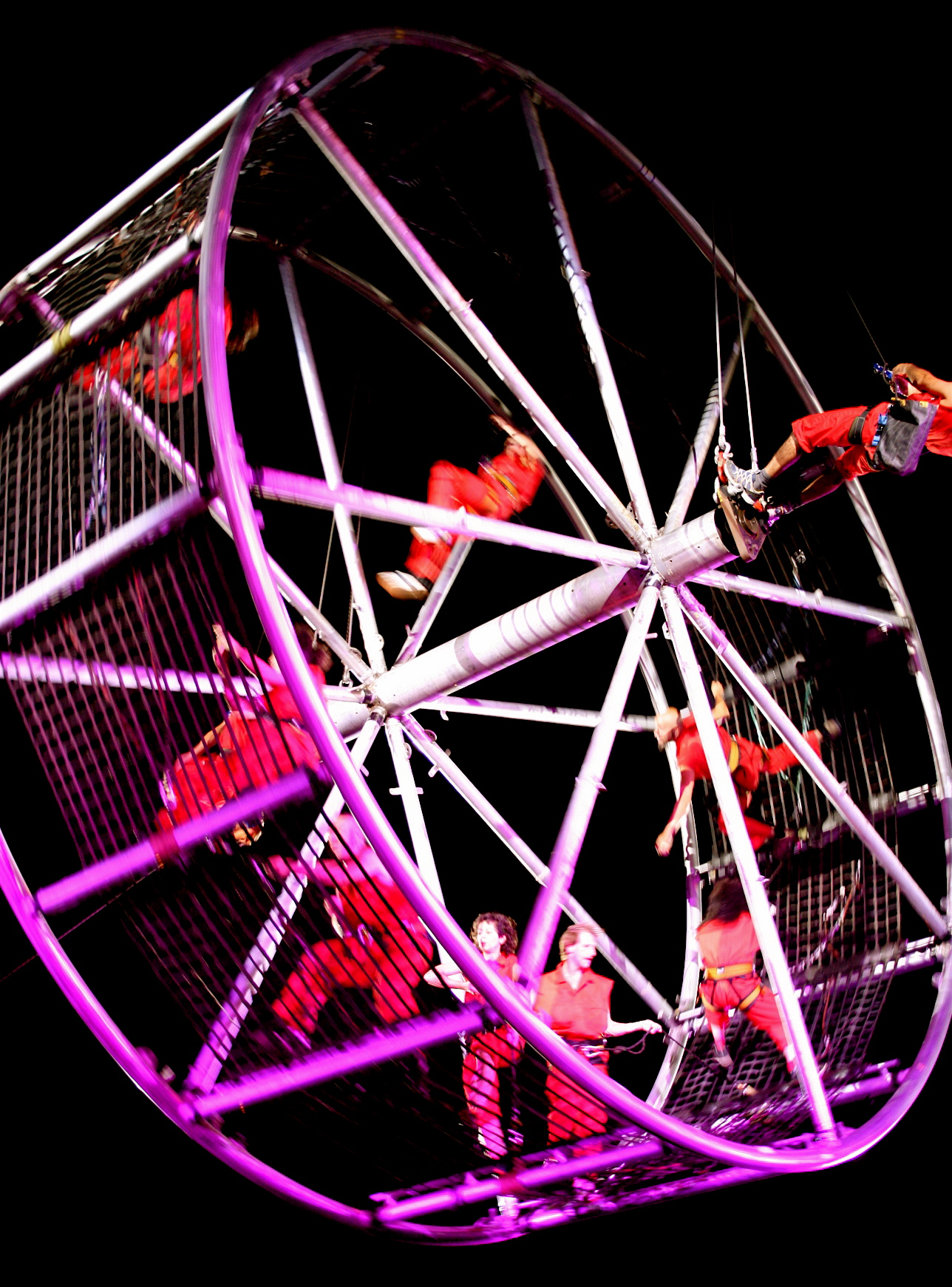
تعاون جيبسون كثيرًا مع مجموعات فن الأداء مثل مجموعة المسرح الأسبانية لا فورا دلس باوس، وقاموا بالأداء معًا في مهرجان سنغافورة للفنون في مايو عام 2007.

ساهم جيبسون في دمج عدد من النصوص وتحويلها إلى مقطوعات لفن الأداء. في أكتوبرعام 1989، كتب جيبسون نص بالتعاون مع النحات المشهور ومخرج فيلم «جوني منيمونك» روبرت لونجو وكان بعنوان «حلم جامبو» وتم عرضه في صالة رويس في جامعة كاليفورنيا، لوس أنجلوس. بعد مُضي ثلاث سنوات، كتب جيبسون النص الأصلي ل«ذاكرة القصر» وهو أداء قامت به فرقة المسرح الأسبانية " La Fura dels Baus" في مهرجان «فن المستقبل لعام 1992»، في برشلونة، وتميز العمل برسوم لكلًا من كارل سيمز، وريبيكا ألين، ومارك بيلنجتون، والموسيقى لبيتر غابرييل وآخرون. في مهرجان فن المستقبل لعام 1992 قابل جيبسون تشارلي أثاناس- الذي قام بدور مصمم الدعائم الالكترونية في التأقلم مع ستيف بيكرنغ وتشارلي شيرمان في رواية «الكروم المحترق» على مسرح شيكاغو. آخر مساهمات جيبسون كانت في عام 1997، شارك جيبسون مع شركة الرقص المعاصرة «هولي بدي تاتو» ومقرها فانكوفر، بالإضافة إلى صديقه المسئول عن الموقع المستقبلي كريستوفر هالكرو.
في عام 1990 كتب جيبسون في «رؤية سان فرانسيسكو المستقبلية»- معرض يُقام في متحف سان فرانسيسكو للفن الحديث- الذي يبدأ في الرابع عشر من يونيو ويستمر للسادس والعشرين من أغسطس. كتب القصة القصيرة «غرفة سكينر» وتدور أحداثها في ظل اضمحلال سان فرانسيسكو حيث قام المتشردون بإغلاق جسر سان فرانسيسكو-أوكلاند والإستيلاء عليه، وقد أورد جيبسون المكان بالتفصيل في «ثلاثية الجسر». شاركت القصة في معرض المهندسين منغ فونغ وكريغ هودجتس، وقد صورت سان فرانسيسكو؛ بالمكان الذي يقطنه الأغنياء ويتمتعون بالتقانة العالية، والأبراج التي تعمل بالطاقة شمسية، في مقابل المدينة البالية وجسرها المتهالك. أظهر معرض المهندسين جيبسون على شاشة العرض لمناقشة المستقبل من خلال قراءة لروايته «غرفة سكينر». أشادت صحيفة نيويورك تايمز بالمعرض ووصفته «أحد أعظم الجهود الطموحة الجديرة بالإعجاب في معالجة مجال الهندسة معمارية والمدن التي شيدت أي متحف في الدولة في العقد الأخير». وعلق كلًا من مينغ وهودجيتس على مشاركة جيبسون «قوية، ولكنه عمل حزين وليس ساخرًا». ثو ظهرت نسخة مختلفة قليلة من القصة القصيرة بعد عام تقريبًا في مجلة أومني.

### التشفير
لقى كتاب أغريبا (كتاب الموت) 1992 لجيبسون استقبالا جيدًا وخاصًا؛ وهو عبارة عن قصيدة الكترونية شبه سيرة ذاتية مكونة من 300 بيت وقد كتبها في إطار مساهمته في مشروع تعاوني مع كلا من الفنان دينيس أشبوف والناشر كيفن بيجوز جونيور. ركز نص جيبسون على الطبيعة الأثيرية للذكريات (يشير العنوان إلى ألبوم صور)، وتم نشره في البداية على هيئة قرص مرن تم إرفاقه بكتاب الفنان أشبوف في الجزء الأخير الذي يحتوي على رسومات (وكان من المفترض أن تتلاشى عن الأنظار بمجرد فتح الكتاب وتعرضه للضوء، ولكن لم يحدث هذا). علق جيبسون على هذا بأن تصميم أشبوف "كان من المفترض أن يعمل القرص المرن ذاتيا في النهاية لعرض النص مرة واحدة فقط ثم يتوقف عن العمل تلقائيًا." على عكس التقارير العديدة الملونة، لم تُخترق الأقراص أبدًا، تم كتابة القصيدة يدويًا بدلا من شريط الفيديو وتم ذلك خفية من الأداء العام في مانهاتن في ديسمير عام 1992 وتم نشره في اليوم التالي في مايند فوكس، وهذا هو النص الذي انتشر على نطاق واسع على شبكة الإنترنت.
ظل سر أغريبا خفيًا منذ ظهوره لأول مرة في عام 1992 وحتى الآن بعد مرور 20 عامًا. على الرغم من المحاولات العديدة لاختراق الشيفرة المحصنة جيدًا وفك تشفيرالبرنامج، ضاعت شيفرة المصدر غير المصنفة منذ فترة طويلة. قام آلان ليو وفريقه المعني «بملفات أغريبا» بإنشاء موقع ضخم تتوفر فيه الأدوات والمصادر لفك شيفرة أغريبا. تعاونوا مع ماثيو كيرشنباوم في معهد ماريلاند لتكنولوجيا العلوم الإنسانية ومعمل الطب شرعي الرقمي. بالإضافة إلى تعاونهم مع كوين دوبونت، طالب دكتوراه في علم التشفير في جامعة تورونتو، الذي طالب دارسي علم التشفير بمعرفة كيفية عمل البرنامج وذلك بإنشاء (التحدي: فك تشفير أغريبا)، واختار بعض المشاركين لحل المزج المقصود في القصيدة مقابل حصولهم على جوائز.

### المقالات الغير قصصية ذات الشكل البسيط
ساهم جيبسون بشكل متقطع في كتابة المقالات الغير قصصية للصحف والمجلات. كما كتب جيبسون مقالات طويلة بشكل غير منتظم لمجلة وايرد، وكتب مقالات رأي لمجلة نيويورك تايمز. كما كتب أيضًا في مجلة أوبزرفر، ومجلة أديكتيد تو نويز، ومجلة نيويورك تايمز، ومجلة رولينج ستون، ومجلة ديتايلز. كانت مقالة «ديزنيلاند وعقوبة الإعدام» هي أولى مقالاته الرائعة، وتتعلق المقالة بمدينة سنغافورة وتم حظرها من قبل الدولة بمجرد نشرها في مجلة وايرد وأدى ذلك إلى رد فعل حماسي من النقاد. استهل جيبسون في يناير 2003 كتابة المدونة، مُقدمًا رؤى متلصصة إزاء رد فعله ن روايته «التعرف على الأنماط». لكنه بدأ في الانسحاب تدريجيًا في سبتمبر من نفس العام بسبب المخاوف أن يؤثر ذلك سلبًا على العملية الإبداعية له. عاد جيبسون مرة أخرى للتدوين في أكتوبر 2004. في أثناء كتابة روايته «شبح الدولة» وروايته الأخرى «صفر التاريخ»، نشر بعض المقتطفات الصغيرة من الرواية في مدونته. توقفت المدونة بشكل كبير في يوليو 2009 بعد تولي الكاتب التدوين بشكل مستمر على تويتر تحت اسم مستعار "GreatDismal". وفي عام 2012، أطلق جيبسون مجموعة أعماله الغير روائية بعنوان «الريبة ونكهتها الخاصة».

## التأثير والتميز

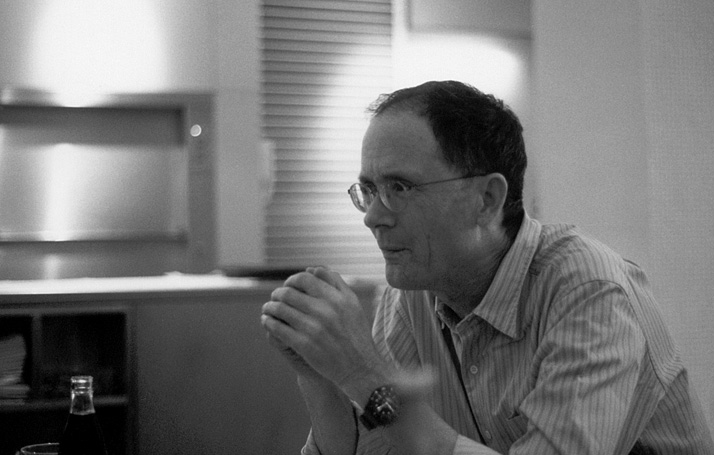
ويليام جيبسون في لومزبري في لندن في سبتمبر عام 2007. أشاد النقاد بخياله الذي يتسم بالرأسمالية المتأخرة، ومجتمع ما قبل الصناعة، وآيات عصر المعلومات.

أشاد ستيفن بول بويليام جيبسون في صحيفة الغارديان في عام 1999 قائلاً «من المحتمل أن يكون الروائي الأكثر أهمية في العقدين الماضيين» من حيث التأثير في القراء، وقد حققت رواية جيبسون الأولى «نيورومانسر» نجاحا باهرًا. وقد حصدت الرواية ثلاث جوائز رئيسية في مجال الخيال العلمي؛ جائزة نيبولا، وجائزة فيليب ديك، وجائزة هوجو. وصفت كلا من صحيفة الميل والغارديان هذا بالإنجاز غير المسبوق؛ "رواية كاتب الخيال العلمي حصدت ثلاث جوائز في نفس العام وهي جائزة غونكور، وجائزة بوكر الأدبية، وجائزة بوليتزر." اكتسبت رواية نيورومانسر اهتمام النقاد وشعبية لا مثيل لها بعيدًا عن مجال الخيال علمي حيث أنها "عرضت الحياة في أواخر الثمانينيات" وبالرغم من ذلك فقد أشارت مجلة الأوبزرفر "استغرقت صحيفة نيويورك تايمز عشر سنوات لتذكر الرواية."
نالت أعمال جيبسون اهتمام دولي من عامة الجمهور ولم يقتصر هذا الاهتمام على هواة الخيال العلمي فقط، وذكرت ذلك لورا ميلر حيث أوضحت: "وجد القراء انعكاس وتنبؤ مذهل للحياة المعاصرة في سيناريوهاتها الرائعة، والأخرى التي غالبا ما تتسم بالمرض والذعر." وغالبًا ما يصفها النقاد في سياق ما قبل الصياغة، كما قال الأكاديمي ديفيد براند بأنها بناء ل "مرآة العلاقات التكنو إجتماعية واسعة النطاق في العصر الحالي." وبأنها إصدار روائي للثقافة الإستهلاكية التي توصف بما قبل الحداثة. أشاد النقاد بأعماله حيث أنها تصوير للرأسمالية المتأخرة، "وإعادة صياغة الذاتية، والوعي الإنساني، والسلوك الذي خلق مشاكل حديثًا بواسطة التكنولوجيا." عرف تاتياني راباتزيكو جيبسون في دائرة المعارف الأدبية "أحد أفضل كتاب الخيال العلمي في أمريكا الشمالية المشهود لهم بذلك."

### الأهمية الثقافية
بعد قصته القصيرة التي كتبها في وقت مبكر، تم نسب جيبسون إلى الموسوعة الأدبية بفضل راباتزيكو وذلك بسبب تجديده الفعال في مجال الخيال العلمي- المجال الأدبي الذي كان يُعد في ذلك الوقت عديم الأهمية- حيث أثر في هذا المجال باستخدام الوسائل الجمالية في كتابته، بالإضافة إلى تطوير آفاق جديدة في دراسات الخيال العلمي. ذكر مخرج فيلم خندق ماريان أن رؤية جيبسون «أصابت العالم الحقيقي بالشرر»، وأنه «قرر الكيفية التي يتكلم بها الناس والتي بها يفكرون» إلى حد لم يسبق له مثيل في أدب الخيال العلمي. أدى نشر رواية نيورومانسر في عام 1984 إلى ضرب الوتر الثقافي مما جعل لاري ماك كافري يعتبر جيبسون هو المطلق الفعلي لحركة السيبربانك، ووصفه بأنه "أحد الكُتاب الرئيسين والموهوبين الذي جعل الحركة كلها تبدو وكأنها حركة أصلية ورائعة." بعيدًا عن أهميتهم المحورية لكلا من فن خيال السيبربانك والستيمبانك، أشاد مؤرخ الفضاء داون داي بأعمال جيبسون الخيالية ووصفها بأنها أفضل أمثلة لأعمال الخيال العلمي التي تخص الفضاء خارجي أو (الخيال العلمي المتعلق بالطاقة الشمسية)، ومن المحتمل أن تكون "الروايات الوحيدة التي تترفع عن مجرد كونها هروب من الواقع لتكون أقرب إلى إثارة الذهن والتفكير."

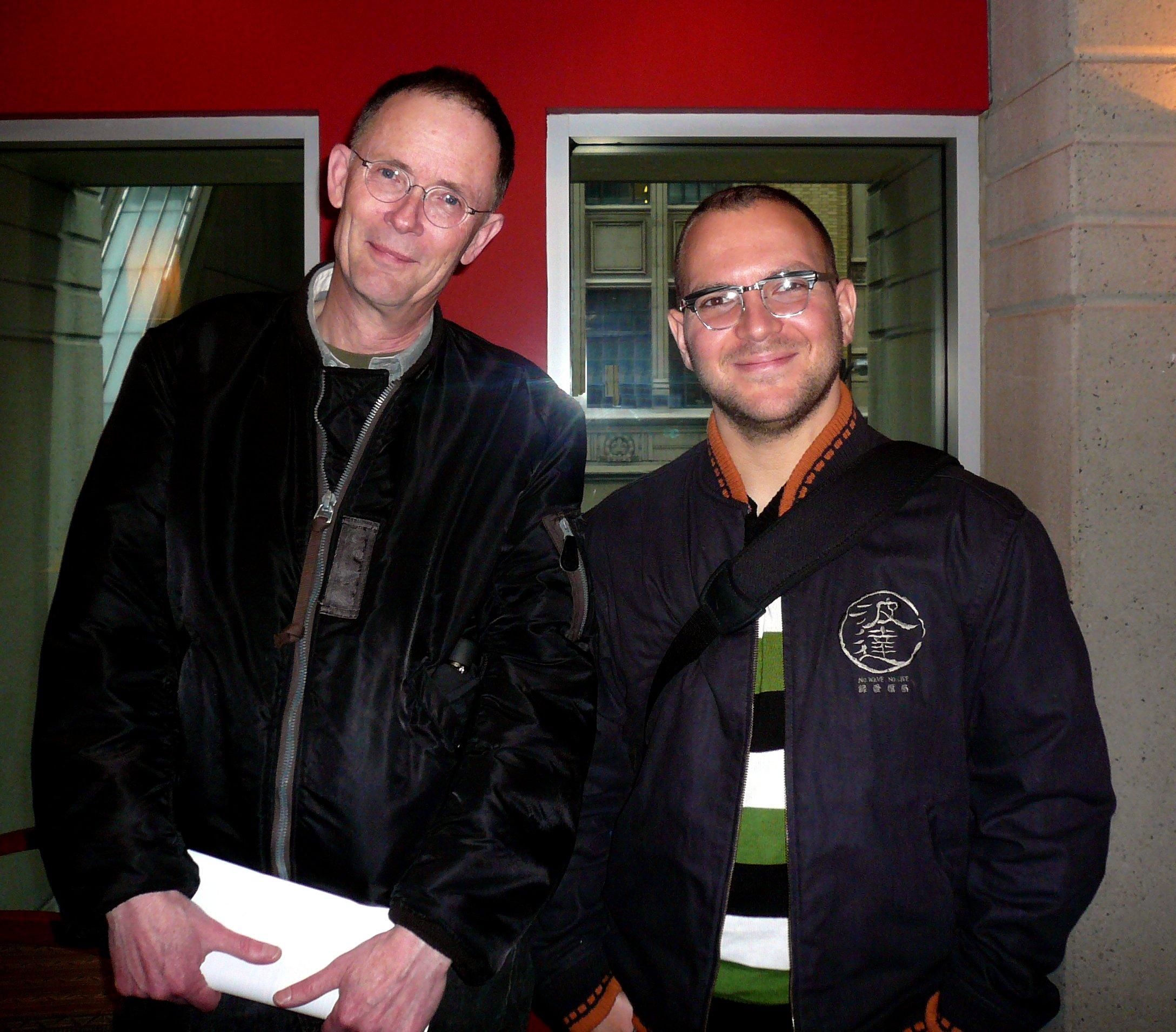
أثر جيبسون (في يسار الصورة) في كُتّاب السيبربنك وما قبل السيبربنك مثل كوري دوكتورو (في يمين الصورة)، كما استشاره أيضًا للحصول على المشورة الفنية في روايته «شبح الدولة»

تدور روايات جيبسون الأولى عن "جيل الهاكر والمتكاسل عن العمل كنوع لخارطة الطريق" كما ذكرت مجلة الأوبزرفر. من ناحية أخرى، استخدم جيبسون في رواياته الأولى مصطلحات مثل الفضاء الإلكتروني، وشبكة عنكبوتية عالمية، وتسلل الإلكترونات المضادة، والاصطياد، وعملية زرع العصبية على نطاق واسع. كما أدخل مفاهيم أخرى مثل الوعي الصافي، والتفاعل الظاهري، وماتريكس «المصفوفة». في رواية الكروم المحترق (1982)، أدخل مصطلح الفضاء الإلكتروني(5) مشيرًا إلى الهلوسة الجماعية التوافقية لشبكة حاسوب. كما استخدمه أيضًا في رواية نيورومانسر واكتسب المصطلح من خلال هذا الاستخدام تعريفًا بكونه مصطلحًا فعليًا لشبكة الويب العالمية خلال فترة التسعينيات. علّق الفنان دايك بلير بأن "عبارات جيبسون الوصفية المصقولة أسرت الأهواء التي تحيط بالتكنولوجيا أكثر من هندستها الخاصة."
أثرت أعمال جيبسون في العديد من الموسيقين المعروفين حيث ظهر خياله في موسيقى كلا من: ستيورات هام(2)، وبيلي أيدول(3)، ووارن زيفون(4)، وديلترون 3030، وستراي لايت رن (الذي اشتق اسمه من تسلسل في نيورومانسر) بالإضافة إلى شباب سونيك. وقد تأثر ألبوم زوربورا لفرقة يو تو الغنائية كثيرًا برواية نيورومانسر، وكانت الفرقة قد قررت تمرير نص نيورومانسر في إحدى جولاتها الموسيقية ولكن لم يحدث ذلك في نهاية المطاف. قام أعضاء الفرقة بإمداد الإصدار المسموع من كتاب نيورومانسر بخلفية موسيقية كما فعلوا ذلك في وثيقة جيبسون التي تتحدث عن السيرة ذاتية «لا يوجد خرائط لهذه الأراضي.» رد جيبسون الجميل عن طريق كتابة مقال عن جولة فيرتيغو الموسيقية «فرقة يو تو» في مجلة وايرد في أغسطس عام 2005. كما اقتبست الفرقة الموسيقية زيرومانسر اسمها من رواية نيورومانسر.
اقتبس فيلم ماتريكس الصادر عام 1999 كلا من العنوان، والشخصيات، وعناصر القصة من ثلاثية الامتداد. بالنسبة للشخصيات، في فيلم ماتريكس تتشابه شخصية نيو وترينتي مع شخصية بوبي نيومارك في رواية «العد التنازلي حتى الصفر» وشخصية مولي (جوني منيمونيك) في رواية نيورومانسر. كانت الشخصيات في ماتريكس مثل شخصية ترينر- بطل رواية جيبسون «العد التنازلي حتى الصفر»- يُحمّلون المعلومات مباشرة في عقولهم (الطيران في الهليكوبتر، كيفية لعب الكونغ فو على التوالي). وتميزت كلا من نيورومانسر وماتريكس بالذكاء اصطناعي حيث سعى الأبطال لتحرير أنفسهم من سيطرة الإنسان. حدد النقاد أوجه التشابه بين نيورومانسر والفيلم من حيث التصوير والموسيقى. بالرغم من تحفظ جيبسون المبدئي عقب صدور الفيلم إلا أنه وصفه فيما بعد قائلا "يمكننا الجزم في نهاية المطاف بأنه قطعة فنية رائعة لعمل السيبربانك." في عام 2008 حصل جيبسون على لقب الدكتوراة الشرفية من جامعة سيمون فريزر وجامعة كارولاينا الساحلية. وفي نفس العام دخل جيبسون قاعة المشاهير في متحف الخيال علمي وقام صديقه الحميم ومعاونه في نفس الوقت جاك ووماك بتقديمه للجمهور.

### البصيرة الرائعة والتنبؤات الصادقة
استخدم جيبسون مصطلح «ماتريكس» أو «المصفوفة» أول مرة في رواية نيورومانسر ليشير إلى الإنترنت المرئي أي بعد عامين من تشكيل شبكة الإنترنت الناشئة في أوائل الثمانينيات من شبكات الإنترنت الموجودة منذ السبعينيات. وبذلك فقد تصور جيبسون شبكة تواصل عالمية قبل سنوات من توافر شبكة الويب العالمية الأصلية. بالرغم من أن المفاهيم المرتبطة بهذه الشبكة قد تم تصورها من ذي قبل من قِبل آخرين من بينهم كُتاب الخيال علمي(6) (7). في الوقت الذي كتب فيه جيبسون «الكروم المحترق» توقع بأن شبكة الإنترنت ستغير الأمور بنفس الطريقة التي سار عليها الأمر عند انتشار السيارات ومالها من تأثير في تغير الكثير من الأمور. في عام 1995 وصف جيبسون ظهور الإنترنت وتطوره ونموه «بأحد أكثر الإنجازات البشرية روعة والغير مسبوقة في القرن» كما ذكر أنها نوع جديد من الحضارة التي تتساوى مع نشأة المدن من حيث الأهمية، وتوقع أنه في عام 2000 ستقود إلى موت الدولة قومية.
يؤكد المراقبون أن تأثير جيبسون على شبكة الويب فاق التنبؤات وينسب إليه الفضل بشكل كبير في خلق أيقونة صور لعصر المعلومات قبل فترة طويلة من اعتناق الإنترنت للاتجاه السائد. قدم جيبسون في روايته نيورومانسر مفهوم المستخدم الذي يترك اتخاذ قراراته للآخرين، وينسب إليه الفضل في ظهور ظاهرة الجنس الافتراضي من الناحية النظرية لا العملية. والجدير بالذكر أن تأثير جيبسون في الرواد الأوائل لفن بيئة سطح المكتب الرقمية واضحًا، كما حصل على الدكتوراه الشرفية من مدرسة بارسونز الجديدة للتصميم. قال ستيفن بول أن جيبسون قد أرسى أثناء كتابته ثلاثية الامتداد "الأساسيات النظرية لنمو العالم الحقيقي بشكل لائق وذلك فيما يخص البيئة الظاهرية لألعاب فيديو وشبكة الإنترنت." في أعقاب إصداره الجديد لرواية نيورومانسر في عام 2000، اقترح الكاتب الزميل جاك ووماك بأن رؤية جيبسون للفضاء الإلكتروني ربما ألهمت الجميع بالكيفية التي يتطور فيها الإنترنت (وخاصة شبكة الويب)، والجدير بالذكر أنه بعد نشر رواية نيورومانسر في عام 1984 تساءل ووماك "ماذا لو فشل في الكتابة، ماذا كان سيجني فيما بعد؟"

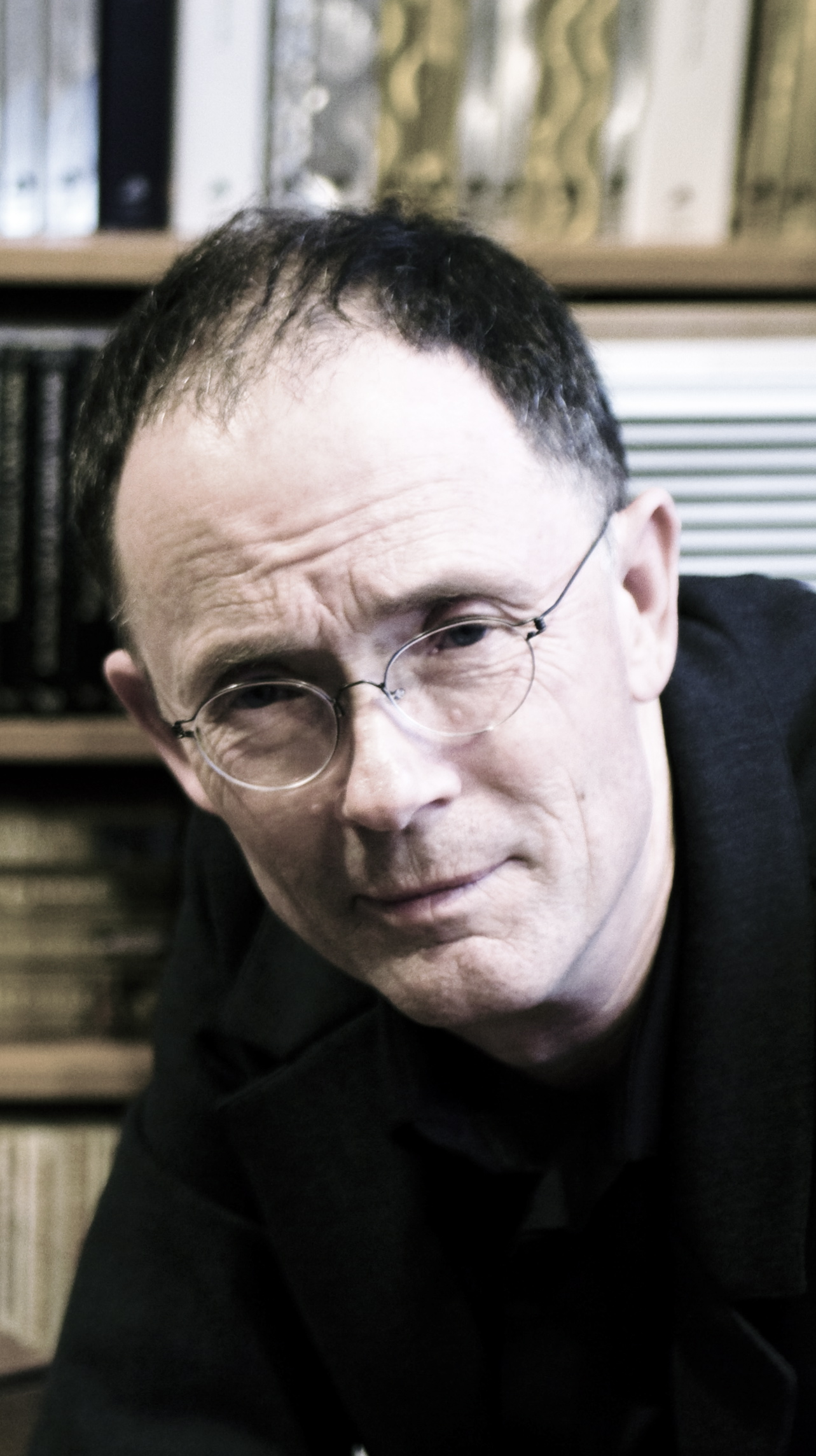
اشتهر جيبسون ببصيرته الرائعة وتنبؤاته الموائمة لها في كلا من التكنولوجيا، والتصميم، وعلم الاجتماع الحضري، وثقافة الإنترنت. تم التقاط هذه الصورة في مكتبة سسيلا في باريس، فرنسا في 14 مارس في عام 2008.

علّق الباحث تاتياني راباتزيكو في الدوافع القوطية لخيال ويليام جيبسون عن أصل فكرة الفضاء الإلكتروني قائلا:
استوحى جيبسون فكرته القائمة على احتكار ظهور الصورة النهائية وعرضها في صورة مصفوفة الفضاء الإلكتروني من مشاهدته للمراهقين وهم يلعبون في صالات ألعاب الفيديو. الثبات الجسدي لوضعياتهم، والتفسير المنطقي للمساحات الشاسعة المعروضة بواسطة تلك الألعاب- كما لو كانت تلك المساحة الموجودة خلف الشاشة واقعية- فسرت حقيقة التلاعب بالواقع عن طريق التمثيل الخاص بها.
يرجع لجيبسون الفضل في كونه أحد الباحثين القلائل الذي اسكتشف آيات عصر المعلومات التي تُعنى بأفكار هيكلة المدن اجتماعيًا ومكانيًا في ثلاثيتيه؛ ثلاثية الامتداد وثلاثية الجسر. على الرغم من أن كل ردود الفعل تجاه رؤى جيبسون لم تكن إيجابية، إلا أن رائد الواقع الافتراضي مارك بيسكي يعترف بالتأثير الشديد لتلك الردود عليه وأنه "لا يوجد كاتب آخر يمتلك مثل هذه البلاغة والعاطفة واستطاع التأثير في مجتمع الهاكر." كما نبذهم ووصفهم "بالعنف والتحرر لخيالات المراهق." في روايته «التعرف على الأنماط»، تدور أحداث الرواية حول نشر مقتطفات من لقطات فيلم بشكل مجهول في مواقع مختلفة على شبكة الإنترنت. تدور الشخصيات في الرواية حول شخصية المخرج ودوافعه وأساليبه وإلهامه على مواقع عديدة، وتوقع ظاهرة لونلي غيرل 15 التي ظهرت على الإنترنت في عام 2006. وقد صرح جيبسون في وقت لاحق أن مُبدعوا فكرة لونلي غيرل 15 قد تأثروا به بشكل كبير. من الظواهر الأخرى التي توقع جيبسون ظهورها هي ظاهرة تلفزيون الواقع، على سبيل المثال، كانت روايته «الضوء الظاهري» بمثابة نسخة استقرائية هجائية للمسلسل التلفزيوني «رجال الشرطة (كوبس)».
عندما سُئل جيبسون في مقابلة في عام 1988 عن استخدام مصطلحات نظام لوحة البيانات في كتاباته، أجاب «لم أفعل ذلك بمقدار ما اسخدمت جهاز الكمبيوتر أثناء كتابة رواية نيورومانسر» وأضاف بأنه كان على دراية بمجتمع الخيال العلمي الذي تتداخل مع مجتمع BBS. بالمثل لم يلعب جيبسون ألعاب الكومبيوتر بالرغم من ظهورها في قصصه. كتب جيبسون رواية نيورومانسر في عام 1927 على آلة كاتبة نقالة، ووصفها جيبسون "أحد الأشياء التي استخدمها إرنست همينغوي في مجاله(8)." وفي عام 1988 استخدم جيبسون الإصدار الرابع لأجهزة الحاسوب Apple IIc والإصدارات الأخرى منها في الكتابة بالإضافة إلى المودم الذي قال عنه «لم أستخدمه في الواقع لأي غرض». وحتى عام 1996 لم يكن لجيبسون بريد إلكتروني، الأمر الذي أوضحه جيبسون بأنه كانت لديه الرغبة في تجنب أي مراسلات من شأنها أن تشغله عن الكتابة. حدث أول احتكاك لجيبسون مع مواقع الإنترنت أثناء كتابة «إيدورو» عندما أنشأ له مطور الإنترنت موقع له خصيصًا. صرح جيبسون في عام 2007 "امتلكت في عام 2005 بوربوك G4 (وهو نوع حاسوب شخصي)، وذاكرة ميموري جيجابايت، وراوتر لاسلكي. هذا كل شئ. عمومًا لقد استخدمت مثل هذه الأمور في وقت متأخر. ففي الواقع أنا لست مهتمًا بالحواسيب. أنا لا أشاهدهم على الإطلاق. ولكن أهتم بعلم اجتماع الإنترنت. أصبح القيام بأي أمر في منتهى الصعوبة لأن كل شئ يدور في نطاق الإنترنت."

## مؤلفات مختارة للكاتب
| روايات - ثلاثية الامتداد: - نيورومانسر (1984). - العد التنازلي حتى الصفر (1986). - مضاعفة سرعة الموناليزا (1988). - محرك الاختلاف (1990) بالاشتراك مع بروس سترلنج. - ثلاثية الجسر: - الضوء الظاهري (1993). - إيدورو (1996). - كل أحزاب الغد (1999). - ثلاثية النمل الأزرق (جسدها شخصية هوبرتس بيجند): - التعرف على الأنماط (2003). - شبح الدولة (2007). - صفر التاريخ (2010). | القصص القصيرة - «الكروم المحترق» مجموعة قصصية مُقدمة من قبل بروس سترلنج (1986)، كما جمعت قصص جيبسون الأولى، تم إدراجها فيما يلي حسب تاريخ النشر الأصلي: - شظايا الوردة ثلاثية الأبعاد (1977)، (مجلة أومني، كشف 3). - ذاكرة جوني (1981) «مجلة أومني». - تواصل جيرنسباك (1981). - المناطق النائية (1981) «مجلة أومني». - فندق روز الجديد (1981) «أومني». - نوع الانتماء (1981) بالتعاون مع جون شيرلي. - الكروم المحترق (1982) «أومني». - ريد ستار، أوربت الشتاء (1983) بالتعاون مع بروس سترلنج «أومني». - سوق الشتاء (نوفمبر 1985) «فانكوفر». - القتال بشراسة (بالتعاون مع مايكل سوانويك) (1985). - غرفة سكينر (نوفمبر 1991) «أومني». |

القصص الواقعية
| - أغريبا «كتاب الموت» (1992) وهو عبارة عن عن قصيدة وكتاب تصويري. - انعدام الثقة في هذا المذاق الخاص. (2012). | - ديزني لاند وعقوبة الإعدام. (1993) "مقال في مجلة وايرد. |

## اقرأ أيضًا
- أولسن، لانس (1992). ويليام جيبسون. سان بيرناردينو. مطبعة بورجو. رقم دولي معياري للكتاب (1557421986) (https://www.worldcat.org/title/william-gibson/oclc/27254726)
- داني كافالارو (2000). السيربنك وثقافة الإنترنت. الخيال العلمي وأعمال ويليام جيبسون. لندن: مطبعة أثلون. رقم دولي معياري للكتاب (978-0-8223-3774-4) ورقم 63125607 في مركز المكتبة الرقمية على الانترنيت (https://www.worldcat.org/title/cyberpunk-and-cyberculture-science-fiction-and-the-work-of-william-gibson/oclc/43751735)
- تاكايوكي تاتسيومي (2006) المعاملات بين سيبربنك اليابان وأفانت بوب أمريكا. مطبعة جامعة دوك: درهام. الرقم الدولي المعياري للكتاب: 978-0-8223-3774-4 وفي مركز المكتبة الرقمية على الانترنيت هو 63125607.
- كارل يوك وكارول روبينسون (2007). التأثير الثقافي لويليام جيبسون، أب مجال السيبربنك في الخيال العلمي. لويستن، نيويورك. إدوين ميلين. الرقم الدولي المعياري للكتاب 978-0-7734-5467-5، وفي مركز المكتبة الرقمية على الانترنيت هو 173809083. (https://www.worldcat.org/title/cultural-influences-of-william-gibson-the-father-of-cyberpunk-science-fiction-critical-and-interpretive-essays/oclc/173809083)

## وصلات خارجية
- ويليام جيبسون على موقع IMDb (الإنجليزية)
- ويليام جيبسون على موقع الموسوعة البريطانية (الإنجليزية)
- ويليام جيبسون على موقع مونزينجر (الألمانية)
- ويليام جيبسون على موقع ألو سيني (الفرنسية)
- ويليام جيبسون على موقع ميوزك برينز (الإنجليزية)
- ويليام جيبسون على موقع أول موفي (الإنجليزية)
- ويليام جيبسون على موقع قاعدة بيانات الأفلام السويدية (السويدية)
- ويليام جيبسون على موقع إن إن دي بي (الإنجليزية)
- ويليام جيبسون على موقع ديسكوغز (الإنجليزية)
- ويليام جيبسون على موقع قاعدة بيانات الفيلم (الإنجليزية)

ويليام جيبسون  على قاعدة بيانات الخيال التأملي على الإنترنت
- الموقع الرسمي لويليام جيبسون (http://www.williamgibsonbooks.com)
- حساب ويليام جيبسون على موقع تويتر (https://twitter.com/GreatDismal)
- قائمة أعمال ويليام جيبسون من مركز اللغة والأدب في جامعة أثاباسكا. (http://canadian-writers.athabascau.ca/english/writers/wgibson/biblio_by.php)
- أعمال ويليام جيبسون أو الأخرى التي كُتبت عنه في المكتبات. (http://worldcat.org/identities/lccn-n85-146890)، بالإضافة إلى الفهرس العالمي.
- صفحة ويليام جيبسون على قاعدة بيانات الأفلام على الإنترنت. (http://www.imdb.com/name/nm0317218)
- صفحة ويليام جيبسون على قاعدة بيانات كُتاب الخيال التأملي على الإنترنت. (http://www.isfdb.org/cgi-bin/ea.cgi?172)«يتضمن ذلك قائمة مراجع لبعض المقابلات المختارة».
- (http://www.antonraubenweiss.com/gibson) موقع متكامل مخصص للمؤلف وأعماله (تم تحديثه في نوفمبر عام 2010).
- ديفيد والاس ويلز في صيف 2011. (http://www.theparisreview.org/interviews/6089/the-art-of-fiction-no-211-william-gibson) «عرض باريس».
- السيرة الذاتية لويليام جيبسون في قاعة المشاهير المخصصة لكتابة الخيال العلمي والفانتازيا. (https://web.archive.org/web/20120722083618/http://www.empmuseum.org/exhibitions/index.asp?articleID=1282)